# Consola (mueble)

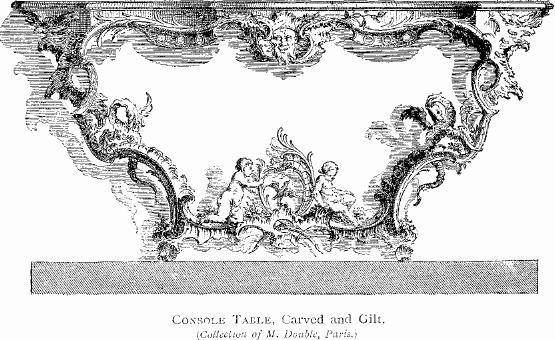
Consola del

Una consola es una mesa alta y estrecha que se coloca pegada a la pared o en la parte trasera de un mueble. 
La consola es un mueble muy útil dado el escaso espacio que ocupa. Tienen una altura superior a la de una mesa de comedor y una anchura de 35 a 40 centímetros. Se puede utilizar para colocar lámparas y objetos de adorno pero también para escribir, desayunar, apoyar una copa u otras funciones. 
Las consolas se colocan junto a los muros de los pasillos o las habitaciones o detrás de los sillones. En el recibidor puede servir para dejar las llaves, el correo u otros objetos útiles. En el salón, una mesa de libro puede hacer las veces de consola decorativa y luego abrirse para comer. 
En el pasado, las consolas han sido muebles ricamente decorados, a menudo completados con tableros de mármol. En el siglo XVII fueron muebles característicos del estilo de Luis XIII. Los muebles se caracterizaron por su elegancia y seriedad, así como por sus connotaciones renacentistas. Las mesas se sustentaban en patas torneadas sujetas por chambranas. En el siglo XIX se ponen de moda en toda Europa las consolas con patas lisas o enrolladas en volutas.
En Chile, también se les llama mueble de arrimo o simplemente arrimo.